# 维勒迪约 (科多尔省)
维勒迪约（法語：Villedieu，法語發音：[vildjø]）是法国科多尔省的一个市镇，属于蒙巴尔区。

## 地理
维勒迪约（47°55'0"N, 4°21'44"E）面积14.14 平方千米，位于法国勃艮第-弗朗什-孔泰大區科多尔省，该省份为法国中东部省份，北起奥布省，西接涅夫勒省和约讷省，南至索恩-卢瓦尔省，东南接汝拉省，东临上索恩省，东北部与上马恩省接壤。
与维勒迪约接壤的市镇（或旧市镇、城区）包括：莫莱姆、沙奈、格里塞勒、拉雷、马尔瑟奈、韦尔托。

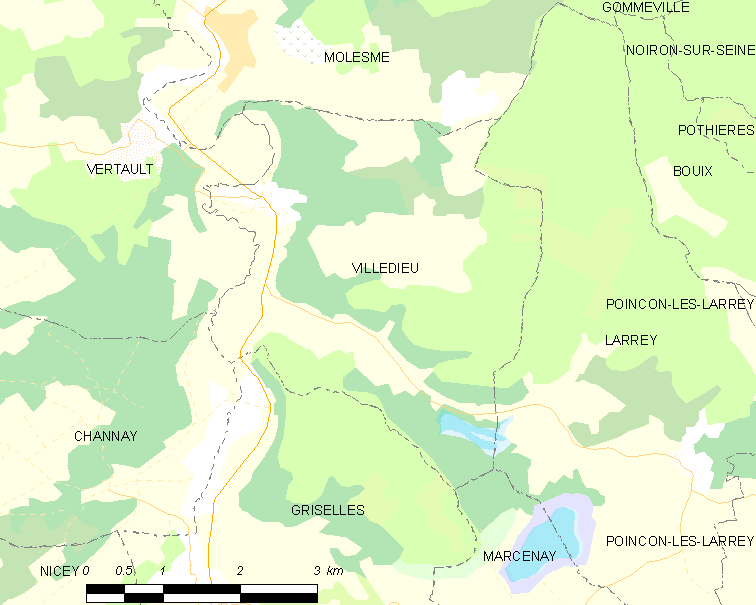
的OSM定位图

维勒迪约的时区为UTC+01:00、UTC+02:00（夏令时）。

## 行政
维勒迪约的邮政编码为21330，INSEE市镇编码为21693。

## 政治
维勒迪约所属的省级选区为塞纳河畔沙蒂永县。

## 人口

1962-2008年间人口变化图示

维勒迪约于2022年1月1日时的人口数量为70人。